# Amuria
Amuria  este un oraș  în  Uganda. Este reședinta  districtului Amuria.